# Ченгето в мен
„Ченгето в мен“ (на английски: Blue Streak) е американска екшън комедия от 1999 г. на режисьора Лес Мейфийлд, по сценарий на Майкъл Бери, Джон Блументал и Стивън Карпентър. Вдъхновен от филма „Голямата работа“ през 1965 г., във филма участват Мартин Лорънс, Люк Уилсън, Дейв Чапел, Питър Грийн, Никол Ари Паркър и Уилям Форсайт.